# 赞恩·沃德尔
赞恩·沃德尔（英語：Zane Waddell，1998年3月18日—），南非男子游泳运动员，主攻仰泳，2019年世界大运会男子50米仰泳金牌得主、2019年世界游泳锦标赛男子50米仰泳金牌得主。